# Nederlandse Bond voor Oud-Strijders en Dragers van het Mobilisatiekruis
De Nederlandse Bond voor Oud-Strijders en Dragers van het Mobilisatiekruis kwam in 1950 tot stand. Twee oudere organisaties, de Nationale Bond "Het Mobilisatiekruis 1914-1918, een vereniging van gemobiliseerden uit de Eerste Wereldoorlog en de jongere Nederlandse Bond voor Oud-Strijders fuseerden.
De oudste van de twee bonden stamde van vlak na de Eerste Wereldoorlog toen Nederland weliswaar neutraal was maar een groot paraat leger bezat om die neutraliteit te kunnen handhaven. Voor de gemobiliseerden in de Eerste Wereldoorlog was een Mobilisatiekruis ingesteld. Niet alle indertijd gemobiliseerden bezaten dat kruis omdat men het zelf moest aanvragen en zelf moest betalen.
De bond kende een onderscheiding; het Kruis van Verdienste van de Nederlandse Bond voor Oud-Strijders en Dragers van het Mobilisatiekruis in Zilver en Goud
Deze bond fuseerde op 7 oktober 1978 op zijn beurt met het Veteranen Legioen Nederland en ging Nederlandse Bond van Oud-Strijders - Veteranen Legioen Nederland heten. Er waren nu nog maar weinig dragers van het Mobilisatiekruis in leven. Op 10 mei 1986 werd de naam opnieuw gewijzigd: de bond heet sindsdien de Bond van Wapenbroeders. Deze bond staat open voor veteranen uit alle conflicten al zijn er nu geen overlevende gemobiliseerden uit de Eerste Wereldoorlog meer in leven.